# Marinilla
Marinilla este un municipiu din departamentul Antioquia, Columbia.